# (28394) Mittag-Leffler
(28394) Mittag-Leffler est un astéroïde de la ceinture principale.

## Description
(28394) Mittag-Leffler est un astéroïde de la ceinture principale. Il fut découvert le 13 septembre 1999 à Prescott (Arizona) par Paul G. Comba. Il présente une orbite caractérisée par un demi-grand axe de 2,79 UA, une excentricité de 0,14 et une inclinaison de 1,3° par rapport à l'écliptique.

## Compléments